# 国際連合本部ビル

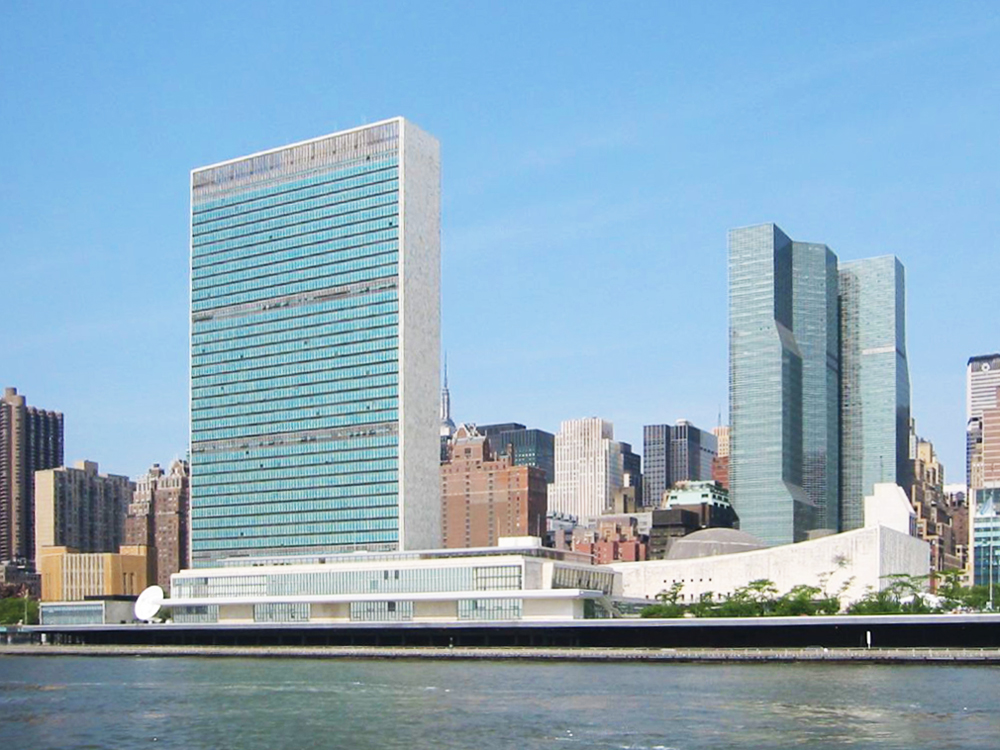
ニューヨーク・イースト川から眺める国際連合本部ビル。左の高い建物が事務局ビル、右の低い建物が総会ビル。

国際連合本部ビル（こくさいれんごうほんぶビル、英語: Headquarters of the United Nations）は、国際連合の本部が入るビル群。アメリカ合衆国のニューヨーク州ニューヨークにある。マンハッタンの東辺タートル・ベイに位置し、その敷地は西は1番街・東はイースト川・北は48丁目東・南は42丁目東に囲まれている。主に地上39階・地下3階建ての事務局ビルの他に総会会議場・理事会会議場・図書館から成る。

## 立地
国際連合は第二次世界大戦終結から1か月半後の1945年10月24日に発足したが、アメリカ連邦議会は同年12月10日に国際連合本部を同国に誘致することを全会一致で決めた。その他の加盟国も誘致活動を行ったが、1946年2月10日から同月14日にかけてロンドンで開催された第1回国連総会（第1部）は、2月14日の決議 (A/RES/25 (I)) で国際連合本部はニューヨーク近郊の「ニューヨーク州ウェストチェスター郡及び/又はコネチカット州フェアフィールド郡に置かれるものとする」とした。しかしフランス・イギリス・オランダは当初国際連合本部をアメリカに置くことに反対していた。ニューヨークが選ばれたのも、各国国連代表部の暗号公電・訓電をアメリカが盗聴するのに都合が良かったからだと云われている。
1946年後半に国際連合の立地選定のための特別委員会がフィラデルフィア・ボストン・サンフランシスコなどの候補地を視察したが、第1候補地はニューヨークの北方と決まった。当初は人口密度の高いマンハッタンは考慮されていなかったのである。ところがジョン・ロックフェラー2世が同年12月になってユダヤ系アメリカ人の不動産業者ウィリアム・ゼッケンドルフが所有する現在の場所を購入する費用850万ドルの提供を申し出たことにより、同月14日にニューヨークのクイーンズ区フラッシングで開催されていた第1回国際連合総会（第2部）で前の決議を変更して、同土地を国際連合本部の場所とすることが決議された (A/RES/100 (I))。

## 建設
国際連合は本部ビルの建設に当たってコンペを実施せず、各国の一流の建築家を集めて共同チームを結成することとした。アメリカの建築家ウォレス・ハリソンが計画責任者に指名され、加盟国の推薦により設計委員会が選定された。設計委員会のメンバーにはソ連の N・D・バソフ、ベルギーのガストン・ブルンファウト、カナダのアーネスト・コーミア、フランスのル・コルビュジエ、中華民国の梁思成、スウェーデンのスヴェン・マルケリウス、ブラジルのオスカー・ニーマイヤー、イギリスのハワード・ロバートソン、オーストラリアの G・A・ソイリュー、ウルグアイのフリオ・ヴィラマホが名を連ねた。
1947年からハリソンと設計委員会のメンバーはロックフェラー・センターのオフィスで設計作業を開始し、約50の基本デザインを作成・検討した。敷地は比較的手狭であったので、事務局ビルを高層化する必要があったが、これを42番ストリート沿いの公共交通機関からのアクセスを考慮して敷地南側に配置した。なお南北に長い向きとなったのは見栄えの配慮もあるが、東西に長くすると敷地全体への日照を妨げるためでもあった。国際連合本部はニューヨークの建築法規に法的に拘束されないが、防火基準など基本的な点においてはニューヨーク市の条例に沿った設計となっている。当初の建築予算は約8500万ドルだったが、トリグブ・リー事務総長の指示により、2000万ドル予算をカットすることとなり、事務局ビルは45階建てから39階建て・会議室スペースを減らす・図書館には既存の建物を利用することとした。こうして1947年11月20日に総会で予算6500万ドルの国際連合本部建設計画が承認され、その資金全額につき連邦政府から無利息で貸付けを受けることとなった。
こうして予定地の居住者の立ち退き・建物の取り壊しなどが始まった。1949年1月にニューヨークの4大建設業者の合弁事業との間で建設請負契約が交わされ、同年10月24日の国際連合デーにアメリカのトルーマン大統領立会いのもとでリー事務総長によって定礎式が行われた。礎石には当時の5公用語（英語・フランス語・ロシア語・中国語・スペイン語）での「国際連合」の名称とローマ数字で表記された日付が刻まれ、金属製の定礎箱には国際連合憲章・世界人権宣言などの文書が入れられて事務総長と計画責任者のハリソンによって封印がされ、国際連合本部の敷地の南端の図書館ビルの東側の地下に据えられた。1950年8月21日に事務局職員がオフィスに入居を開始したが、全ての建物が完成したのは1952年のことだった。
その後1961年にダグ・ハマーショルド図書館が完成した。また加盟国の増加により内装も変更が必要となった。設計当初は70か国までの増加を想定していたが、完成から3年後の1955年にはすでにこれを超えてしまったため、1964年に300万ドルをかけて大改装を行い、議場スペースを拡張するとともに126か国まで対応可能なスペースを作った。1976年には1500万ドルの予算で総会議場その他の会議場を拡張する改装が総会で承認され、1980年9月に完成した。1981年6月には総会議場の北側に広がる芝地の地下に文書複写センターが工費2560万ドルをかけて建設され、翌年には、事務局ビルの南東側、イースト川を見下ろす場所にカフェテリア・会議室などを設けた2階建ての建物が870万ドルをかけて建設された。

## 構成

### 総会議場ビル

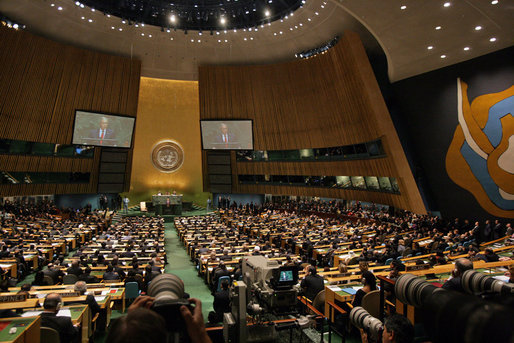
総会議場。ホール両脇の抽象壁画はフランスの芸術家フェルナン・レジェによってデザインされ、国際連合協会を通じて寄贈されたものである。2006年に行なわれた中東和平プロセス・イラン核問題・ダルフール問題を話し合う第61回総会開会の様子。

国際連合総会が開催される場所。総会議場の建物は敷地のほぼ中央に位置し、縦380フィート（約116メートル）・横160フィート（約49メートル）で、側面が凹面状になっている。屋根には内部に明かりを取り入れる浅い円形ドームがある。議場ホールは奥行き165フィート（約50メートル）・幅115フィート（約35メートル）・天井までの高さ75フィート（約23メートル）で、2階から4階にかけてを占めている。議場には1321席が設けられ、各加盟国に6席ずつ（代表者3名及びその後ろに補助者3名）与えて、192の全加盟国の代表団を収容できる。3階には、代表団補助者、専門機関の代表者、その他の上級職員のために244席が用意され、その上のバルコニーには記者席53席と一般傍聴席280席が設けられている。以上の1898席全てにイヤフォンがあり、議場での発言またはその英語・フランス語・ロシア語・中国語・スペイン語・アラビア語の6公用語による同時通訳を聞くことができる。通訳人はホールを見下ろすガラスのブースに座っている。演壇の後方には各国の投票結果を示す巨大なパネルが置かれており、各国代表団は座席の緑・赤・黄色のボタンを押すことによって賛成・反対・棄権の投票をすることができる。ここで初めて国際連合総会が開かれたのは1952年10月14日からの第7回通常会期だった。下の2つの階には代表団用623席・プレス用44席・一般傍聴者用166席がある会議場がある。また一般来客が利用できる公共スペースには、国連ブックショップ・国連切手の販売カウンター・ギフトセンター・土産物店・コーヒーショップなどが入っている。

### 理事会議場ビル

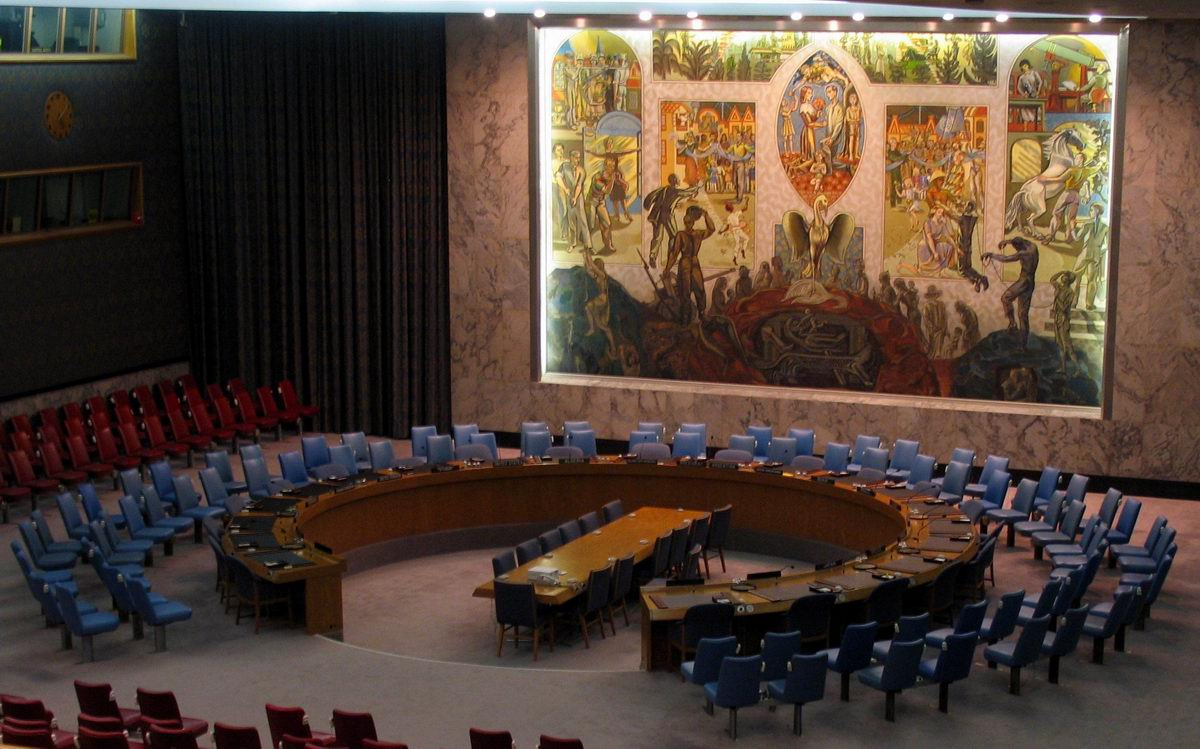
安全保障理事会議場　壁画はノルウェーの画家ペール・クローグの「灰から飛び立つ不死鳥」

理事会議場の建物は総会議場及び事務局ビルの東側に位置し、イースト川沿いを走る高速道路FDRドライブの上を覆うように張り出した片持ち梁構造になっている。理事会議場ビルを介して、総会議場ビルと事務局ビルがつながっている。
2階と3階に安全保障理事会・信託統治理事会・経済社会理事会の3つの議場が設けられ、それぞれ幅72フィート（約22メートル）・奥行き135フィート（約41メートル）・高さ24フィート（約7．3メートル）である。最上階（4階）にはダイニングルーム・スタッフ用のカフェなどがある。
安全保障理事会の議場はノルウェーのアーンシュタイン・アーネベルグが設計したもので、一般傍聴席164席とプレス用118席が設けられている。その隣にある信託統治理事会の議場はデンマークのフィン・ユールが設計したもので、一般傍聴席164席とプレス用30席を備える。この部屋は総会の主要委員会によっても使われている。経済社会理事会は信託統治理事会議場と代表団北ラウンジとの間にあり、スウェーデンのスヴェン・マルケリウスの設計によるもので、1973年の理事国の倍増に伴い1974年に改装され、一般傍聴席336席とプレス用40席を備える。2階には経済社会理事会議場の北隣に代表団用ラウンジがあり、安全保障理事会議場の南隣にも小さいラウンジがある。下の階には3つの大会議室（それぞれ幅72フィート・奥行き135フィート・高さ18フィート）があり、第1・第2会議室は代表団用498席・プレス用36席・一般傍聴席144席が、また第3会議室は代表団用548席・プレス用48席・一般傍聴席180席がある。

### 事務局ビル
事務局ビルは39階建ての全高505フィート（154メートル）である。1952年に竣工した。このビルには事務総長と法務局及び顧問弁護士の事務次長・政務部と軍縮部の事務次長・総会及び理事会管理部（Department for General Assembly and Conference Management, DGACM）のオフィスが入っている。

### 図書館
ダグ・ハマーショルド図書館は敷地の南西隅にあり、事務局ビルとつながっている。1961年国連チャーター機墜落事故で殉職した、時の国際連合事務総長ダグ・ハマーショルドを記念して、同年11月16日に彼の名前を冠して完成した。建設資金にはフォード財団から660万ドルの提供を受けた。ウォレス・ハリソンの会社エイブラモヴィッツ・アンド・ハリスが設計を担当し、幅84フィート（約26メートル）・奥行き219フィート（約67メートル）・地上3階の地下3階建てとなっている。

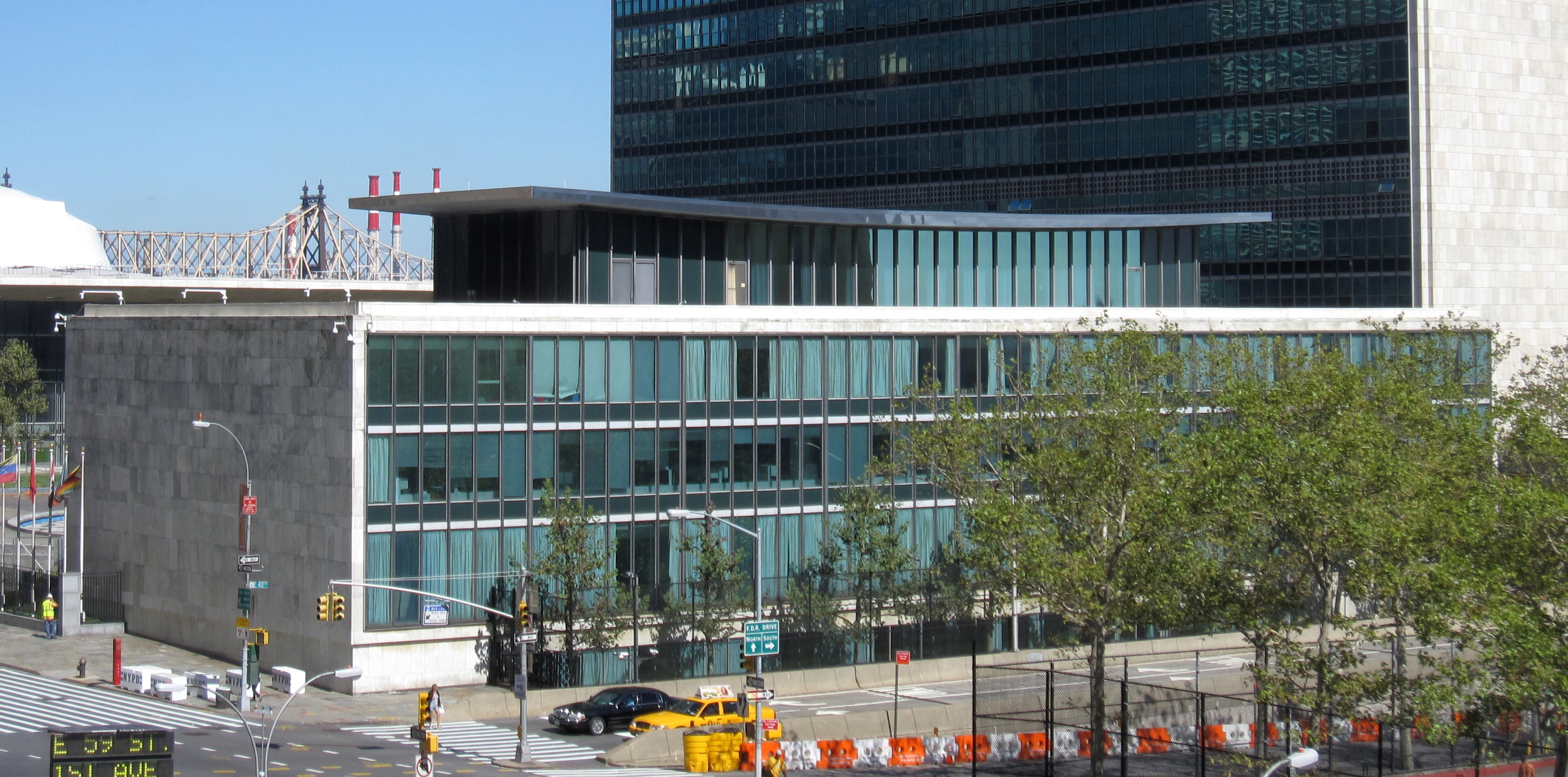
図書館ビル。

図書館にはおよそ40万巻の書籍の他に数百万点の国際連合の文書が収蔵されている。地図部門には8万点以上の地図と1500冊の地図帳がある。定期刊行物書庫には1万点以上の政府公式刊行物と4000点以上の非公式定期刊行物を置いている。その他に330紙以上の日刊紙と225点以上の加盟国の政府公報（日本国官報、アメリカ連邦官報、欧州連合官報、ドイツ連邦官報、ベルギー官報その他）が置かれている。

### 屋外

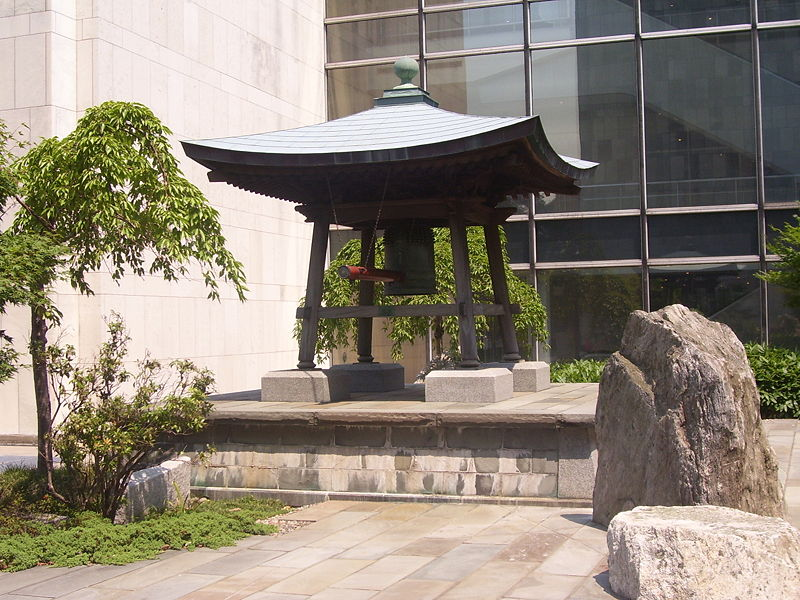
日本から寄贈された平和の鐘。

国際連合本部の西側正面には500フィート（約152メートル）以上に渡って192か国の加盟国の国旗が並んでいる。英語表記のアルファベット順に並んでおり、48番ストリートのアフガニスタンに始まり、42丁目のジンバブエまで続いている。事務局ビルの西側の総会議場ビルと図書館に囲まれた広場には、アメリカの子供たちからの寄付5万ドルで造られた噴水池がある。1964年にハマーショルド事務総長を記念したブロンズ彫刻が噴水池の端に建てられた。この抽象彫刻は、イギリスの芸術家バーバラ・ヘップワースによる「シングル・フォーム」という題名の作品である。また、事務局ビルの北側広場にはヘンリー・ムーア作のブロンズ彫刻「リクライニング・フィギュア：ハンド」が置かれている。
理事会議場ビルの西側の事務局ビルと総会議場ビルに挟まれたスペースには、日本国際連合協会から寄贈された平和の鐘が置かれている。これは1951年に第6回国際連合総会にオブザーバーとして出席した当時日本国連協会評議員の中川千代治が、「平和の願いを込めて、世界の人々のコインで平和の鐘を造りたい」と訴え、その訴えに賛同した代表・ローマ法王・その他子供達を含む60か国以上の人々から寄せられた硬貨・メダルを鋳造して誕生したものである。また鐘楼は釈迦誕生の花御堂を模したもので、材料に欅が使われている。年に2回春分の日と9月の総会開幕日にこの鐘を鳴らすのが慣例である。
敷地内の庭園にはバラ・サクラ・ピンオーク・アメリカサイカチ・カエデバスズカケノキ・スイセン・サンザシ・モミジバフウ・プラタナスなど数々の樹木や花々が植えられており、緑が広がっている。

## 法的地位
敷地は国際連合の所有である。国際連合の特権及び免除に関する条約（国連特権免除条約）により、国際連合の構内は不可侵とされており（2条3項）、連邦捜査官・ニューヨーク市警察などは事務総長の同意無しには立ち入れない。ただし連邦政府との合意により、アメリカ合衆国の法律による逮捕を免れようとしている者・同国政府により他国への送還が要請されている者・法手続きの執行を免れようとしている者の避難場所として使用出来ないことになっている。2003年にはイラク戦争前に当時のジョージ・W・ブッシュ政権や戦争支持国による国連盗聴疑惑が起きており、実際に盗聴器が設置されていたことがわかっている。後にアメリカ国家安全保障局（NSA）や中国の諜報機関も盗聴していたと報道されている。
構内は国際連合安全保安局(UNDSS)によって治安維持が為され、独自の警察・郵便局（国連切手を発行）が備えられている。

## 利用者
国際連合ビルの利用者は大きく4つに分けられる。1つは加盟国（現在は193か国）からの代表団であり、国際連合総会には毎年5000人以上の外交官等が送られる。次に事務局職員であり、世界の約7500人のうち約4900人がニューヨークで働いている。第3に訪問客は年平均70万人で、そして最後にジャーナリストであり、常駐しているのは3600強で主要な会議の際には1万人以上が訪れる。